# Acer procerum
Acer procerum é uma espécie de árvore do gênero Acer, pertencente à família Aceraceae.